# 楊明起
楊明起（？—1653年9月27日（永曆七年八月己巳）），本名楊承社，延安府宜君縣人，南明軍事人物。

## 生平
楊明起曾是羅汝才部將，作戰時非常驃悍，羅汝才死後帶領部下歸附孫傳庭，改名楊明起。他曾獨自到龍門寇盜巢穴宣諭，招降都尉李養純；崇禎十四年（1641年）張獻忠自陝西東至，時任副總兵的他和王光恩、王光興、副總兵楊廷聘、余啟凡、馬之服分別扼守，多次取勝。之後楊明起於汝州力戰，斬李自成主帥大旗，幾乎擒獲李自成；又抓獲果毅將軍謝君友，收復郟縣。孫傳庭戰死，他歸附王光恩，到王光恩投降清朝，他守在竹山光鋒寨不出；後來王光興反正，他也和應。永曆四年（1650年），楊明起兼屯泥灣寨；在七年（1653年）八月從先鋒寨聯合劉體仁、郝永忠收復虎伏寨，很快戰死。

## 引用
1. 1 2  錢海岳《南明史·卷四·本紀第四》：（永曆七年八月）己巳，……副總兵楊明起戰竹山虎伏寨，死之。
2. 1 2  錢海岳《南明史·卷三十九·列傳第十五》：（崇禎）十四年六月，（張）獻忠自陝而東，（王）光恩與其弟光興、副總兵楊廷聘、楊明起、余啟凡、馬之服分扼之，戰頻捷。……明起，本名承社，宜君人。故（羅）汝才將，驃悍絕倫。汝才死，以眾歸孫傳庭，改今名。單騎諭寇龍門，招都尉李養純降。
3. ↑  錢海岳《南明史·卷三十九·列傳第十五》：力戰汝州，斬自成坐纛，幾獲之。禽果毅將軍謝君友，復郟縣。傳庭死，歸光恩。光恩降清，守竹山光鋒寨不下，光興反正，應之。永曆四年，兼屯泥灣寨。七年八月，自先鋒寨走合劉體仁、郝永忠復虎伏寨。後戰死。